# باران (کتاب)

باران نام یک کتاب ادبی است که توسط سامرست موام، نویسندهٔ اهل آمریکا نوشته شده‌است. این کتاب یکی از آثار مشهور ادبی جهان است.